# Huazalingo
Huazalingo è un comune del Messico, situato nello stato di Hidalgo.